# Evangelisk Luthersk Mission – Bibeltrogna Vänner
Evangelisk Luthersk Mission – Bibeltrogna Vänner (ELM) är en kristen lågkyrklig missionsorganisation som bedriver verksamhet i Sverige och utlandet. ELM bildades som självständig organisation 1911 under namnet Missionssällskapet Bibeltrogna Vänner (BV). Grundaren av sällskapet var Axel B. Svensson, predikant i Betlehemskyrkan i Stockholm. 

## Historik
Bakgrunden till ELMs bildande var en konflikt om bibelsyn inom Evangeliska Fosterlands-Stiftelsen under åren 1908-1911. De som bildade ELM kritiserade liberalteologiska och bibelkritiska tendenser inom stiftelsen. Nyare forskning har nyanserat bilden av splittringens orsaker. Det har framhållits att skiljaktig syn på Svenska kyrkan och motvilja mot centralt styre också var bidragande orsaker. 
ELM står starkast i norra Skåne och räknade 2010 cirka 2 000 medlemmar.
På årsmötet den 18 juni 2005 beslöts, i samband med en omorganisation, att byta till nuvarande namn.

## Verksamhet
ELM har bedrivit missionsarbete med utsända missionärer i Kenya (från år 1948), Etiopien (från 1921), Eritrea (från 1921) och Peru (från 1994). I takt med att kyrkor växt fram i missionsländerna som resultat av arbetet har ELM färre utsända missionärer, men fortsatt sker samarbete med självständiga evangelisk-lutherska kyrkor i Kenya (ELCK), Etiopien (EELC) och Eritrea (ELCE). Under 2019 finns utsända medarbetare i Kenya och Peru.
I Sverige organiseras arbetet i hög grad i missionsföreningar med ideellt arbetande medlemmar som ordnar gudstjänstverksamhet, barn- och ungdomsarbete och missionsaktiviteter. 
Kännetecknande för sällskapets verksamhet är missionsengagemang och kamp för bibeltro i Sverige och internationellt. ELM bedriver missionsarbete i Kenya, Etiopien, Eritrea och Peru.
Rörelsen har även en egen bibelskola vid missionsgården Strandhem i Örkelljunga kommun. Från och med höstterminen 2020 kommer Strandhem bedriva ett samarbete med Johannelunds teologiska högskola i Uppsala som heter Missionsakademin. 

## Lära
Evangelisk Luthersk Mission anser att den evangelisk-lutherska läran är en riktig tolkning av Guds ord. Teologiskt betonar ELM Bibelns ofelbarhet och står för en konservativ, pietistiskt och herrnhutiskt färgad lutherdom. Det har aldrig brutit sig ur Svenska kyrkan utan är en väckelserörelse inom kyrkan. ELM tenderar att ha en mer kritisk inställning till Svenska kyrkan än till exempel EFS. Bland annat har riksstyrelsen uttalat kritik mot Svenska kyrkans krav på att prästkandidater fullt ut ska samarbeta med kvinnliga präster. Detta krav har man emotsatt sig och även markerat att "predikoämbetet är förbehållet män" med motivering från Bibeln.

## Internationellt samarbete
ELM har nära samarbete med ett flertal systerorganisationer i andra länder, som:
- Norsk Luthersk Misjonssamband
- Evangelisk Luthersk Missionsforening(dk), Danmark
- Svenska Lutherska Evangeliföreningen i Finland
- World Mission Prayer League(en)
- Evangelical Lutheran Church of Kenya